# Dutch Pinball Museum
Het Dutch Pinball Museum (Nederlands: Nederlands Flipperkastmuseum) is een museum in het historische gedeelte van de wijk Delfshaven van de Zuid-Hollandse stad Rotterdam. Het museum werd geopend door voormalig minister van Financiën Gerrit Zalm en was van 2015 tot 2019 gevestigd in de wijk Katendrecht in een loods Fenix II van de Fenixloodsen aan de Rijnhaven. 

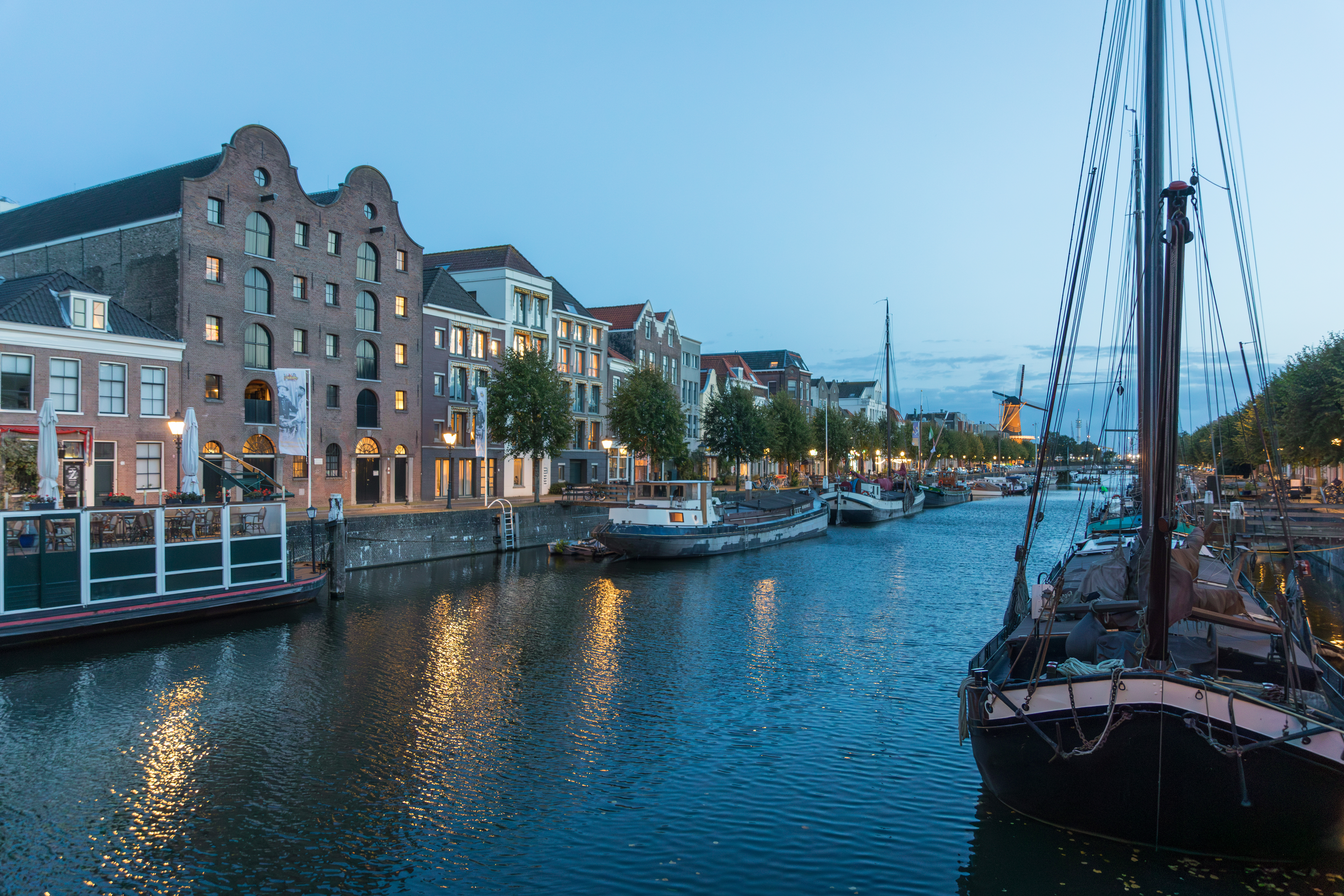
Dutch Pinball Museum in gebouw Dubbelde Palmboom in historisch Delfshaven Rotterdam

Begin 2020 is het museum verhuisd naar de huidige locatie in de Dubbelde Palmboom aan de Voorhaven 12 in het oude Delfshaven. 

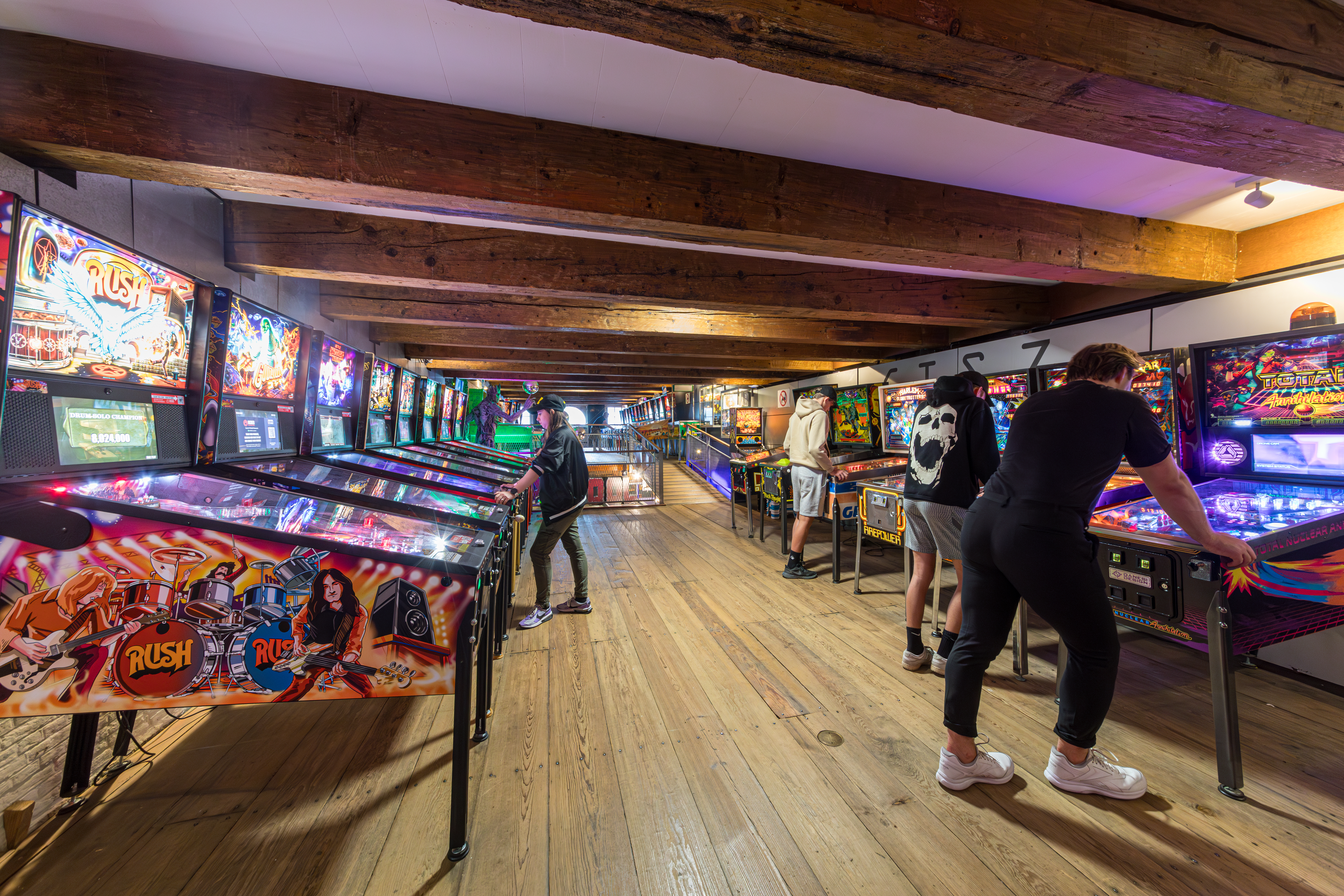
Dutch Pinball Museum sfeerimpressie flipperkasten

In het museum staan circa honderdzesitg flipperkasten opgesteld, verspreid over vier verdiepingen, waarvan het overgrote deel te bespelen is. Op de begane grond zijn de oudere flipperkasten te vinden, zoals de eerste flipperkast met flippers uit 1947, de Humpty Dumpty. Maar ook is de Toupie Hollandaise te zien uit 1853. Dit wordt gezien als de vroege voorloper van de huidige flipperkast. Naast zeer unieke flipperkasten waarvan er soms maar één of een paar van zijn gemaakt zijn er veel unieke zaken te vinden die te maken hebben met de hoogtijdagen van de flipperkast.  
Op de bovenliggende etages  zijn de jongere flipperkasten te vinden vanaf de jaren 60 van de vorige eeuw tot heden. Ook wordt op verschillende manieren de werking en techniek van een flipperkast uitgelegd. Dit wordt onder andere gedaan door een unieke, volledig transparante, flipperkast. 
De vrij bespeelbare flipperkasten zijn opgesteld in verschillende thematisch aangeklede ruimtes. 
Voor mindervalide bezoekers zijn er verschillende opties beschikbaar om de flipperkasten te bespelen.
In 2025 heeft het Dutch Pinball Museum de eerste TWIPY (This Week In Pinball) award gewonnen voor "Best Location Europe". 

## Collectie

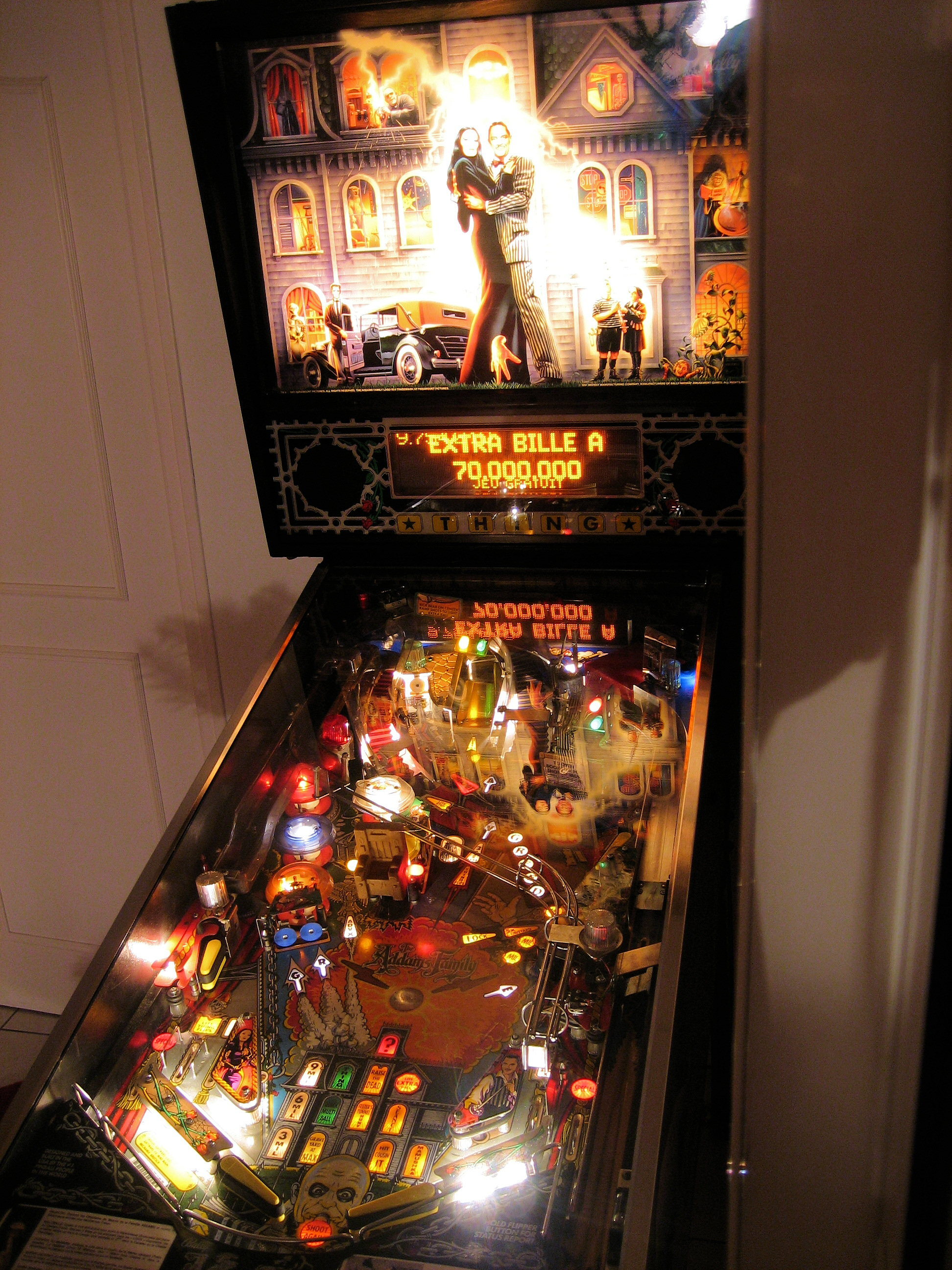
Addams Family
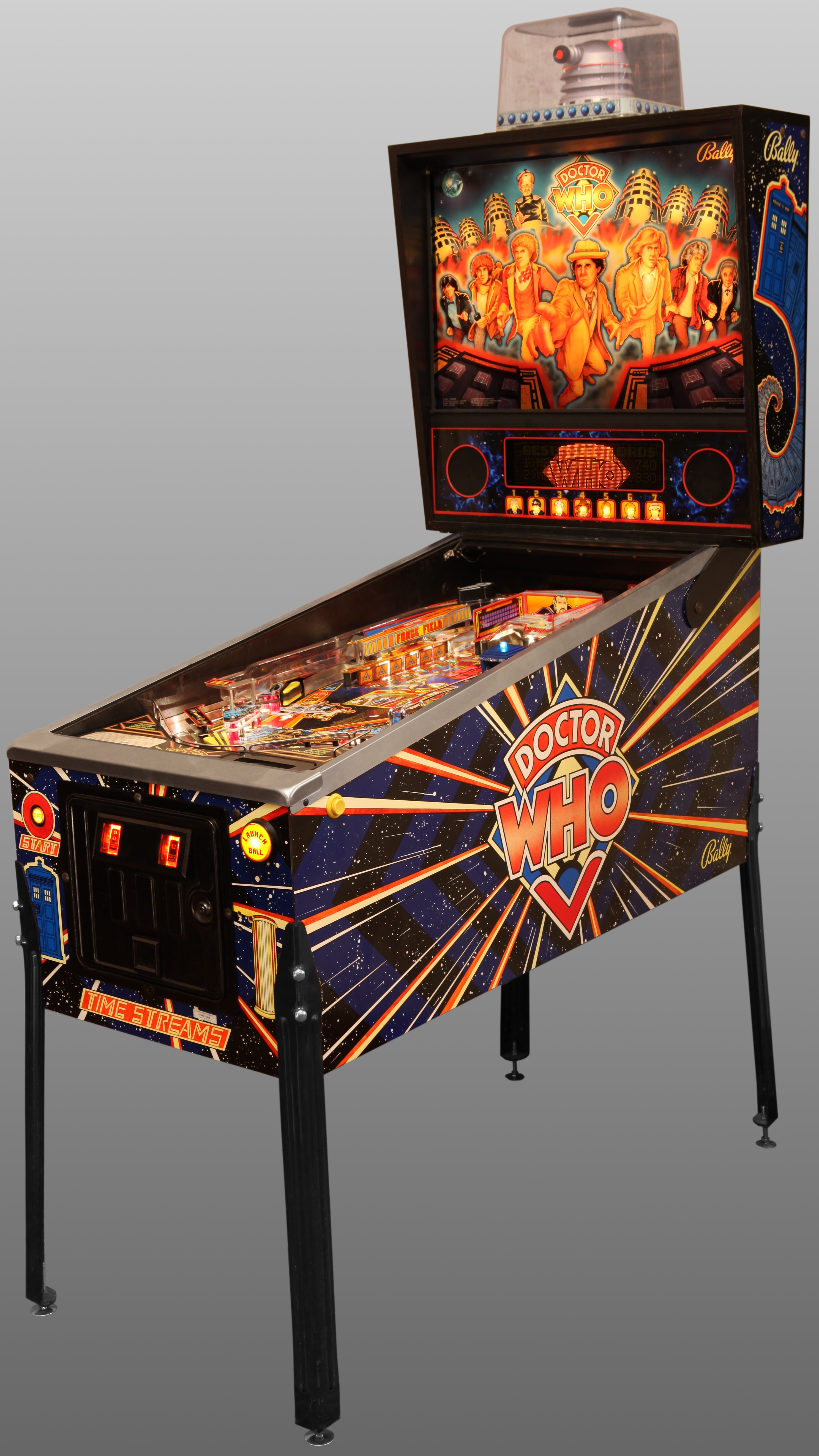
Doctor Who
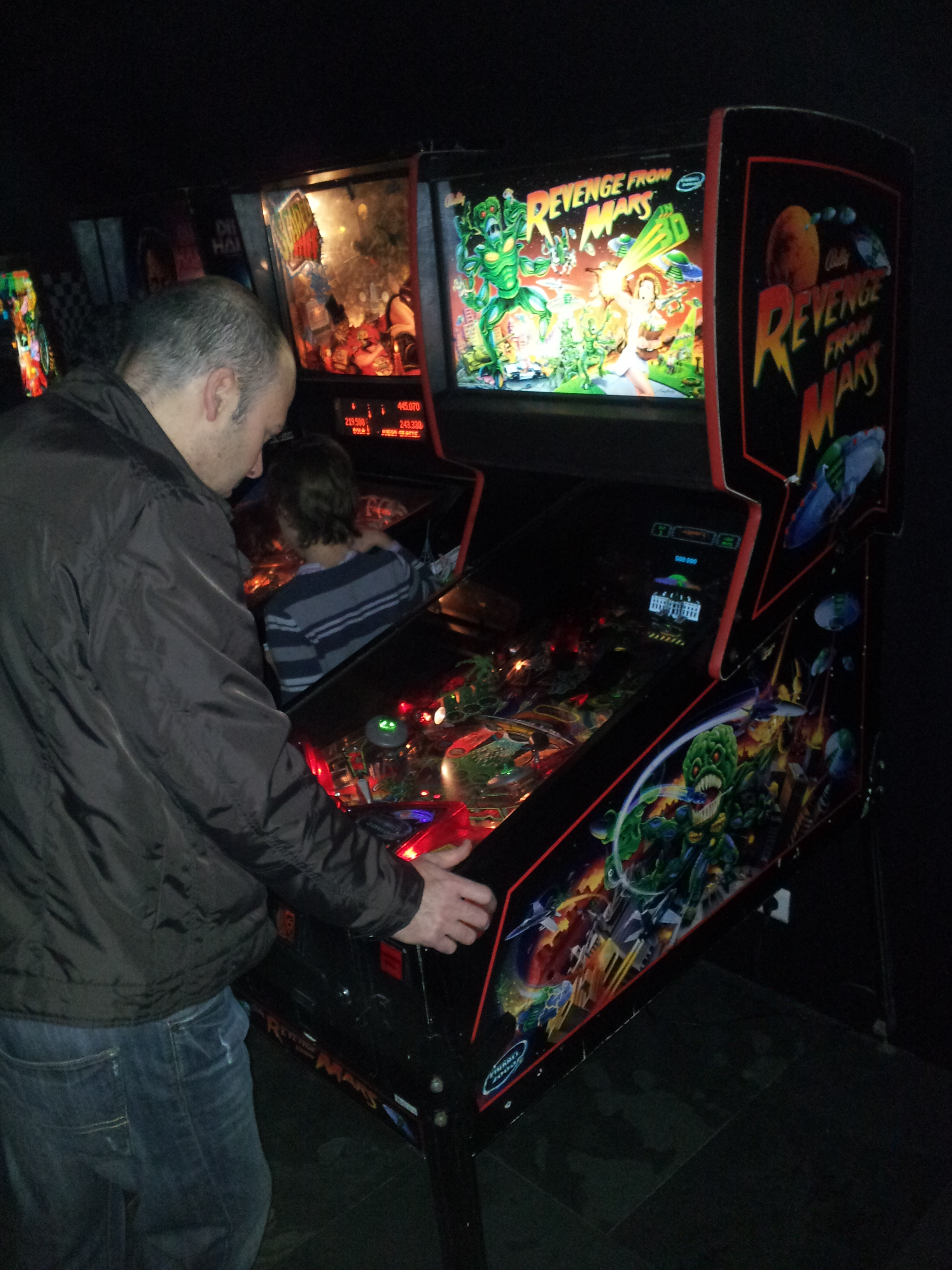
Revenge from Mars
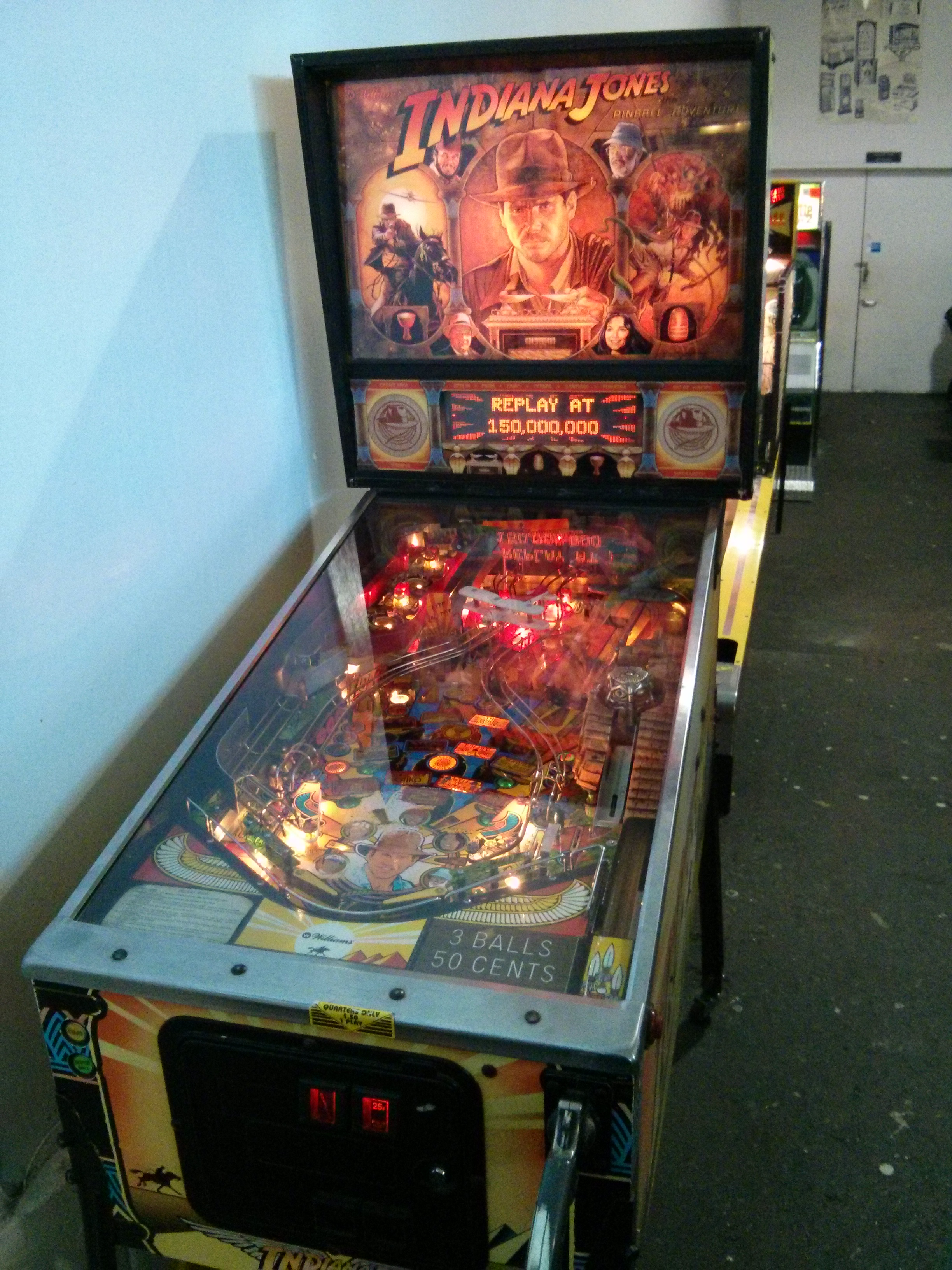
Indiana Jones